# Fools and Riches
Fools and Riches è un film muto del 1923 diretto da Herbert Blaché. Prodotto e distribuito dalla Universal Pictures, fu sceneggiato da Charles Kenyon su un soggetto di Frederick J. Jackson. Il film aveva come interpreti Herbert Rawlinson, Katherine Perry, Tully Marshall, Doris Pawn (qui al suo ultimo film), Arthur Stuart Hull, Nick De Ruiz, Roy Laidlaw, John Cossar.

## Trama
Jimmy Dorgan è un giovanotto spendaccione e suo padre, quand'era in vita, anche se ha tentato, non è mai riuscito a fargli capire il valore del denaro. Rimasto orfano, Jimmy riceve solo una parte dell'eredità paterna, mentre per ricevere il resto dovrà sgobbare. Il giovane non ci mette molto a far fuori quello di cui è entrato in possesso, rimanendo presto al verde. Nellie, la fidanzata, lo incoraggia a cercarsi un lavoro e Jimmy finisce per fare il cameriere. Un giorno, sente per caso una notizia confidenziale sull'acquisizione di una ferrovia: Jimmy avverte i proprietari che, per ringraziarlo della soffiata, lo assumono nella compagnia. Seguendo i consigli del padre, Jimmy riesce a ritrovare il resto della sua eredità e sposa Nellie.

## Produzione
Il film fu prodotto dalla Universal Pictures con il titolo di lavorazione Twenty Dollars.

## Distribuzione
Il copyright del film, richiesto dalla Universal Pictures, fu registrato il 30 aprile 1923 con il numero LP18929.

Distribuito dalla Universal Pictures, il film uscì nelle sale cinematografiche statunitensi il 7 maggio 1923.
Non si conoscono copie ancora esistenti della pellicola che viene considerata presumibilmente perduta.